# بريندان سكستون الثالث
بريندان سكستون الثالث (بالإنجليزية: Brendan Sexton III)‏ هو ممثل أمريكي، ولد في 21 فبراير 1980 بجزيرة ستاتن في الولايات المتحدة.

## أعمال

### أفلام
- (1998) صحراء زرقاء
- (1999) الصبيان لا يبكون
- (2001) سقوط الصقر الأسود[4]
- (2005) هايد آند سيك[5]
- (2009) الجميع بخير[6][7]
- (2009) المبعوث
- (2012) المختلين السبعة[8]
- (2017) ثلاث لوحات خارج إيبينغ، ميزوري[9]

### مسلسلات
- القتل

## وصلات خارجية
- بريندان سكستون الثالث على موقع IMDb (الإنجليزية)
- بريندان سكستون الثالث على موقع ألو سيني (الفرنسية)
- بريندان سكستون الثالث على موقع أول موفي (الإنجليزية)
- بريندان سكستون الثالث على موقع قاعدة بيانات الأفلام السويدية (السويدية)
- بريندان سكستون الثالث على موقع قاعدة بيانات الفيلم (الإنجليزية)
- بريندان سكستون الثالث على موقع كينوبويسك (الروسية)